# アントニオ・フランチェスコ・テナーリア

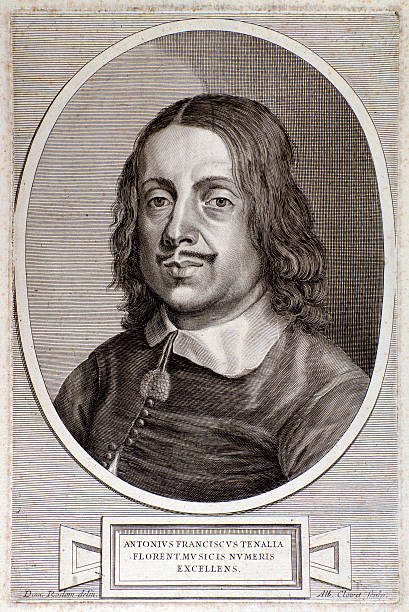
アントニオ・フランチェスコ・テナーリア

アントニオ・フランチェスコ・テナーリア（Antonio Francesco Tenaglia、1620年 – 1661年）は、イタリア出身の作曲家。

## 作品
- Begli occhi, marce'（美しい瞳よ、慈悲を、慈悲を）
- Quando sara quel di（その日はいつのことか）
- Il giudizio di Paride（1636年）
- Il Clearco（1661年）